# Cindy Breakspeare
Cynthia Jean Cameron Breakspeare (født 24. oktober 1954) er en canadisk-jamaicansk jazzsanger, musiker og skønhedsdronning. Breakspeare blev kronet som Miss World 1976. Breakspeare er mor til reggaemusikeren Damian Marley gennem hendes forhold til Bob Marley, der forblev gift med Rita Marley indtil sin død.